# Аменемхет IV
Аменемхет IV (Maakherure Amenemhat) е фараон от Дванадесета династия на Древен Египет, син и наследник на Аменемхет III. Управлява през 1815 – 1806 г. пр.н.е. в периода на Средното царство на Египет.
Няколко години е бил съвместен фараон с баща си Аменемхет III. През сравнително краткото си управление оставя малко на брой паметници и строежи. Знае се, че изпраща експедиция до Синай. Умира без да остави мъжки наследници. След смъртта му Египет навлиза в период на нестабилност и упадък.